# Chalidschi (Musik)
Chalidschi (arabisch خليجي, DMG ḫalīǧī ‚vom Golf‘, auch englisch Khaliji, Khaleeji,  oder Khalejee) ist ein Popularmusik- und Tanzstil der Arabischen Halbinsel und besonders der Golfregion. Chalidschi wird in Saudi-Arabien, Kuwait, den Vereinigten Arabischen Emiraten, Katar, Oman und in Bahrain gespielt.
Der Gesang wird unter anderem von der arabischen Laute Oud, der Violine, der Trapezzither Kanun und Trommeln (Tabl) begleitet. Er geht auf die alte Musik der Beduinen zurück.

## Musiker

### Abdulmadschid Abdullah
Als der "Vater" der modernen Golf-Musik gilt der saudische Musiker Abdulmadschid Abdullah (عبد المجيد عبد الله, DMG ʿAbdu 'l-Maǧīd ʿAbdu 'llāh). Er wurde 1963 in ar-Rass geboren. Zu seinen beliebtesten Alben gehört das letzte Album al-Hub al-Dschadid aka" (deutsch: „Die neue Liebe“).

### Arwa
Arwa (أروى, DMG ʿArwā) ist in Dubai geboren und aufgewachsen. Obwohl sie eigentlich aus Jordanien kommt, singt sie Arabisch im Emiratischen Dialekt. Ihr letztes Album Enta Arefni war auch in den anderen nicht zur Golfregion gehörenden arabischen Ländern sehr beliebt. 

### Abdullah al-Wasmi
Abdullah al-Wasmi wurde durch seine traditionell wirkende arabische Erscheinung (mit Thawb, gelegentlich in Nomadenzelten) besonders bei den Jugendlichen der Golfregion sehr beliebt.

## Hörbeispiel
Der Rundfunksender Emarat FM, betrieben von der Abu Dhabi Media Company, ist auf die Ausstrahlung dieser Musikrichtung spezialisiert. Das Programm wird u. a. im Internet und per Satellit Eutelsat Hot Bird 13B ausgestrahlt.